# Madeleine Lindberg
Madeleine Lindberg (nascida em 1 de março de 1972) é uma ex-ciclista sueca que competia em provas de estrada.

## Carreira
Lindberg competiu como representante de seu país, Suécia, nos Jogos Olímpicos de Verão de 1992 e 2004. Também competiu, entre 1993 e 2005, no Campeonato Mundial UCI de Ciclismo em Estrada, conquistando a medalha de bronze em 2000 na prova de estrada feminina.
Venceu várias vezes o Campeonato da Suécia de Ciclismo em Estrada e Campeonato da Suécia de Ciclismo Contrarrelógio.